# Кінросс-Шир
Графство Кінросс або Кінросс-Шир (англ. Kinross-shire) — історичне графство та реєстраційний округ у східній Шотландії, що адмініструється як частина Перта та Кінросса з 1930 року. Округ межує з Пертширом на півночі та Файфом на сході, півдні та заході, оточуючи своє найбільше поселення та місто графства Кінросс.
У другому найменшому графстві Шотландії, Кінросс-Шір, домінує озеро Лох-Левен, велике внутрішнє озеро з двома островами та природним заповідником міжнародного значення. На одному з островів знаходиться замок, де колись була ув'язнена Марія, королева Шотландії. Велика частина землі в Кінросс-Шір є родючими сільськогосподарськими угіддями, і більшість жителів спочатку були зайняті в сільському господарстві. Пологі сільськогосподарські угіддя, що оточують озеро Лох-Левен, змінюються крутою, більш нерівною місцевістю на околиці округу.